# La Cauchie
La Cauchie ist eine französische Gemeinde mit 210 Einwohnern (Stand 1. Januar 2022) im Département Pas-de-Calais in der Region Hauts-de-France. Sie gehört zum Arrondissement Arras, zum Kanton Avesnes-le-Comte und zum Kommunalverband Campagnes de l’Artois.

## Lage
Die Gemeinde La Cauchie liegt am Südostrand des Artois, 17 Kilometer südwestlich von Arras. Nachbargemeinden von La Cauchie sind Bailleulmont im Nordosten, Berles-au-Bois im Osten, Pommier im Südosten, Humbercamps im Süden, Gaudiempré im Südwesten, La Herlière im Westen sowie Bavincourt im Nordwesten.

## Bevölkerungsentwicklung
| Jahr                       | 1962 | 1968 | 1975 | 1982 | 1990 | 1999 | 2006 | 2012 | 2022 |
| -------------------------- | ---- | ---- | ---- | ---- | ---- | ---- | ---- | ---- | ---- |
| Einwohner                  | 162  | 150  | 166  | 155  | 165  | 178  | 209  | 203  | 210  |
| Quellen: Cassini und INSEE |      |      |      |      |      |      |      |      |      |